# Elezioni amministrative in Nagorno Karabakh del 1998
Le elezioni amministrative in Nagorno Karabakh  del 1998 si sono tenute il giorno 27 settembre e sono state le prime consultazioni per le cariche di sindaco e del “Consiglio degli anziani” di  quasi tutte le comunità urbane e rurali della repubblica caucasica de facto del Nagorno Karabakh, dal 2017 al 2024 denominata repubblica dell'Artsakh.

## Votanti
Secondo i dati della Commissione elettorale centrale hanno votato 52.311 elettori pari al 60,2% degli aventi diritto (86.895). Le elezioni hanno interessato 195 comunità su 199.

## Candidati
Per la carica di capo comunità (sindaco) erano in lizza 395 candidati. Il numero di candidati per il rinnovo dei Consigli degli anziani è stato di 1280 per un totale di 1245 eletti.